# 1994年冬季残疾人奥林匹克运动会波兰代表团
1994年冬季残疾人奥林匹克运动会波兰代表团是波兰派出的1994年冬季残疾人奥林匹克运动会代表团。获得2枚金牌、3枚银牌和5枚铜牌。